# North Tonawanda
North Tonawanda è una città statunitense della Contea di Niagara, nello stato di New York.